# Wattenscheid

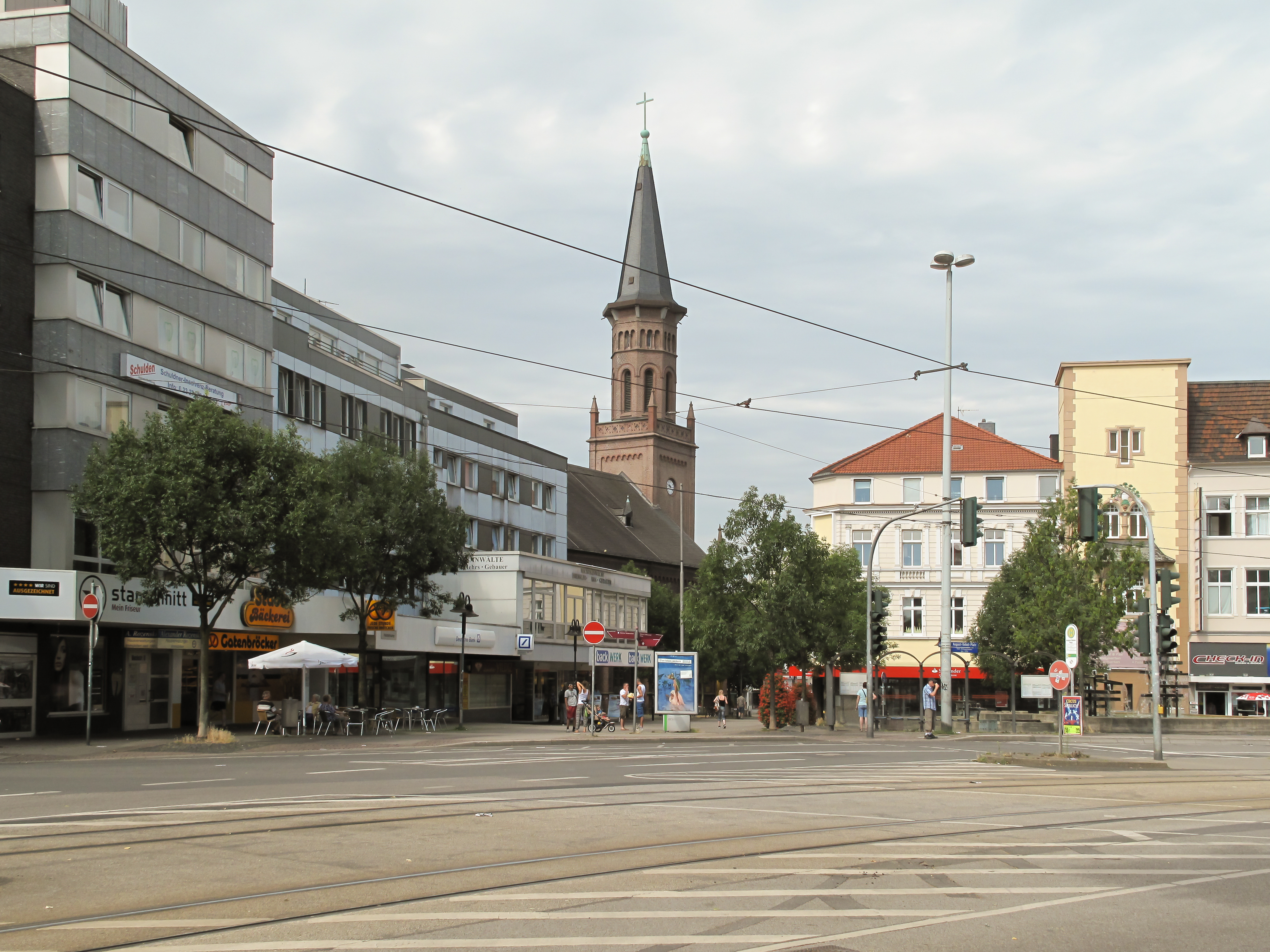

Wattenscheid är en stadsdel i Bochum i delstaten Nordrhein-Westfalen i Tyskland. Wattenscheid var en självständig stad 1926-1974. I december 2013 hade Wattenscheid cirka 71 400 invånare. Orten dominerades tidigare av gruvindustrin. Från Wattenscheid kommer fotbollsklubben SG Wattenscheid 09 som tidigare spelat i Bundesliga.